# П'єр Гюффруа
П'єр-Жак Гюффруа (фр. Pierre-Jacques Guffroy; нар. 22 квітня 1926, Париж, Франція — пом. 27 вересня 2010, Шалон-сюр-Сон, Сона і Луара, Франція) — французький художник кіно. Лауреат премії премія «Оскар» за найкращу роботу художника-постановника у фільмі «Тесс» (1979) та трьох премій «Сезар».

## Біографія
П'єр Гюффруа народився 22 квітня 1926 року в Парижі. Вивчав скульптуру в Національній вищій школі красних мистецтв у Парижі, навчався в Національній школі декоративно-прикладного мистецтва та з 1951 по 1953 рік — в Інституті перспективних досліджень кіно (IDHEC) (зараз La femis).
Кар'єру в кінематографі Гюффруа починав як помічник декоратора в 1957 році, потім працював як артдиректор з багатьма відомими режисерами з різних країн, зокрема, Марселем Камю, Жаном Кокто, Жаном-Люком Годаром, Рене Клеманом, Франсуа Трюффо, Луїсом Бунюелем, Етторе Сколою, Нагісою Ошімою, Романом Полянським та іншими.
У 1981 році П'єр Гюффруа отримав премію «Оскар» за найкращу роботу художника-постановника у фільмі Романа Полянського «Тесс». Він також п'ять разів був номінований на здобуття французької національної кінопремії «Сезар», тричі отримавши перемогу.
У 1992 році режисер П'єр Салі зняв документальний фільм, присвячений Пєру Гюффруа, «По той бік декорацій» (фр. L'Envers du décor).

## Фільмографія
артдиректор
| Рік  | Назва українською            | Оригінальна назва                                      | Примітки               |
| ---- | ---------------------------- | ------------------------------------------------------ | ---------------------- |
| 1959 | Чорний Орфей                 | Orfeu Negro                                            |                        |
| 1960 | Заповіт Орфея                | Le testament d'Orphée, ou ne me demandez pas pourquoi! |                        |
| 1962 | Донос                        | La dénonciation                                        |                        |
| 1965 | Вампір з Дюссельдорфа        | Le vampire de Düsseldorf                               |                        |
| 1965 | Альфавіль                    | Alphaville, une étrange aventure de Lemmy Caution      |                        |
| 1965 | Безтямний П'єро              | Pierrot le fou                                         |                        |
| 1966 | Шпигун                       | L'espion                                               |                        |
| 1966 | Чи горить Париж?             | Paris brûle-t-il?                                      |                        |
| 1966 | Мушетт                       | Mouchette                                              | постановник, декоратор |
| 1967 | Недоумок                     | Le grand dadais                                        |                        |
| 1967 | Наречена була в траурі       | La mariée était en noir                                |                        |
| 1968 | Усе на друзки                | À tout casser                                          |                        |
| 1969 | Чумацький Шлях               | La voie lactée                                         |                        |
| 1969 | Пасажир дощу                 | Le passager de la pluie                                |                        |
| 1970 | Бал графа д'Оржель           | Le bal du comte d'Orgel                                |                        |
| 1970 | Атлантичний вал              | Le mur de l'Atlantique                                 |                        |
| 1971 | Прекрасне чудовисько         | Un beau monstre                                        |                        |
| 1972 | Біг зайця через поля         | La course du lièvre à travers les champs               |                        |
| 1972 | Скромна чарівність буржуазії | Le charme discret de la bourgeoisie                    |                        |
| 1972 | Сезар і Розалі               | César et Rosalie                                       |                        |
| 1973 | Підозра                      | Les granges brûlées                                    |                        |
| 1974 | Пол і Мішель                 | Paul and Michelle                                      |                        |
| 1974 | Раса «панів»                 | La race des 'seigneurs'                                |                        |
| 1974 | Примара свободи              | Le fantôme de la liberté                               |                        |
| 1974 | Ляпас                        | La gifle                                               |                        |
| 1975 | Нехай розпочнеться свято     | Que la fête commence…                                  |                        |
| 1976 | Квартиронаймач               | Le locataire                                           |                        |
| 1976 | Мадо                         | Mado                                                   |                        |
| 1977 | Донька Америки               | La fille d'Amérique                                    | декоратор              |
| 1977 | Цей неясний об'єкт бажання   | Cet obscur objet du désir                              |                        |
| 1979 | Тесс                         | Tess                                                   |                        |
| 1980 | Я вас люблю                  | Je vous aime                                           |                        |
| 1982 | Жодного разу до весілля      | Jamais avant le mariage                                |                        |
| 1983 | Гроші                        | L' Argent                                              |                        |
| 1983 | Ханна К.                     | Hanna K.                                               |                        |
| 1986 | Пірати                       | Pirates                                                |                        |
| 1986 | Макс, моя любов              | Max mon amour                                          |                        |
| 1986 | Твіст знову в Москві         | Twist again à Moscou                                   |                        |
| 1988 | Несамовитий                  | Frantic                                                |                        |
| 1988 | Нестерпна легкість буття     | The Unbearable Lightness of Being                      |                        |
| 1989 | Вальмон                      | Valmont                                                |                        |
| 1991 | Мати                         | Mayrig                                                 |                        |
| 1991 | Вулиця Параді, будинок 588   | 588 rue Paradis                                        |                        |
| 1994 | Джорджіно                    | Giorgino                                               |                        |
| 1994 | Смерть і дівчина             | Death and the Maiden                                   |                        |
| 1996 | Китайський портрет           | Portraits chinois                                      |                        |

## Нагороди
| Рік            | Категорія                              | Номінант                                                        | Результат |
| -------------- | -------------------------------------- | --------------------------------------------------------------- | --------- |
| Премія «Оскар» |                                        |                                                                 |           |
| 1967           | Найкраща робота художника-постановника | Чи горить Париж? (спільно з Віллі Голтом та Марком Фредеріксом) | Номінація |
| 1981           | Найкраща робота художника-постановника | Тесс (спільно з Жаком Стефенсеном)                              | Перемога  |
| Премія «Сезар» |                                        |                                                                 |           |
| 1976           | Найкращі декорації                     | Нехай розпочнеться свято                                        | Перемога  |
| 1977           | Найкращі декорації                     | Квартиронаймач та Мадо                                          | Номінація |
| 1980           | Найкращі декорації                     | Тесс                                                            | Номінація |
| 1987           | Найкращі декорації                     | Пірати                                                          | Номінація |
| 1990           | Найкращі декорації                     | Вальмонт                                                        | Номінація |
| Премія BAFTA   |                                        |                                                                 |           |
| 1982           | Найкраща робота художника-постановника | Тесс                                                            | Номінація |